# Boks Vergeltung
Boks Vergeltung (Originaltitel: Bloodlines) ist die 22. Folge der siebenten Staffel der US-amerikanischen Science-Fiction-Fernsehserie Raumschiff Enterprise – Das nächste Jahrhundert. Sie wurde in den Vereinigten Staaten über Syndication vermarktet und erstmals am 2. Mai 1994 auf verschiedenen Fernsehsendern ausgestrahlt. In Deutschland war sie zum ersten Mal am 21. Juli 1994 in einer synchronisierten Fassung auf Sat.1 zu sehen.

## Handlung
Im Jahr 2370 bei Sternzeit 47829.1 trifft die Enterprise auf eine Raumsonde, die eine an Captain Picard persönlich gerichtete Nachricht überträgt. Sie stammt von dem Ferengi Bok, der Picard immer noch für den Tod seines Sohnes von 15 Jahren verantwortlich macht. 2364 hatte er schon einmal einen raffinierten Plan ersonnen, um sich an Picard zu rächen, der aber durchkreuzt wurde. Jetzt will er es erneut versuchen und lässt Picard wissen, dass er vorhat, dessen Sohn Jason Vigo zu töten.
Dieser Jason Vigo ist Picard bislang völlig unbekannt. Er beauftragt seinen zweiten Offizier Data, Nachforschungen anzustellen und mit einer Frau namens Miranda Vigo zu beginnen, mit der er vor 24 Jahren eine kurze Affäre hatte. Tatsächlich kann Data bestätigen, dass sie einen 23-jährigen Sohn namens Jason hat, mit dem sie vor zwölf Jahren von der Erde nach Camor V gezogen ist. Da Miranda Vigo Picard nie über ihre Schwangerschaft unterrichtet hat, hat sie sich entweder entschieden, ihm seinen Sohn zu verheimlichen, oder er ist entgegen Boks Behauptung nicht Jasons Vater. Um dies herauszufinden und um Jason zu schützen, lässt Picard umgehend Kurs nach Camor V setzen. Jasons Lebenszeichen werden schließlich in einer Höhle registriert, wo er gerade eine Klettertour unternimmt. Picard lässt ihn direkt an Bord beamen und erklärt ihm die Situation. Schiffsärztin Beverly Crusher führt eine Untersuchung durch und stellt fest, dass Jason Vigo tatsächlich Picards Sohn ist.
Picard möchte sich mit seinem Sohn vertraut machen. Er erfährt, dass Miranda Vigo vor einigen Jahren gestorben ist und Jason sich seitdem alleine durchschlägt. Das Leben auf Camor V ist recht entbehrungsreich, Jason hat daher nur wenig Sinn für die kunstvollen archäologischen Objekte, die Picard in seinem Quartier gesammelt hat. Er würde gern auf den Planeten zurückkehren, doch Picard möchte ihn lieber an Bord behalten, solange ihm durch Bok Gefahr droht.
Data und Chefingenieur Geordi La Forge untersuchen derweil Boks Sonde. Ihr Navigationssystem ist verschlüsselt, sodass sich ihr Ursprungsort kaum bestimmen lässt. Der erste Offizier Will Riker kontaktiert die Heimatwelt der Ferengi und bringt in Erfahrung, dass Bok nach seinem letzten Racheversuch an Picard der Titel eines DaiMons aberkannt wurde. Er wurde in ein Gefängnis gesperrt, aus dem er sich aber vor zwei Jahren freikaufen konnte. Zuletzt wurde er im Dorias-Cluster gesichtet, wo er offenbar unrechtmäßig wieder als DaiMon auftritt und ein Raumschiff kommandiert. Dank dieser Angaben kann La Forge das Xendi-Sabu-System innerhalb des Clusters als Boks Aufenthaltsort bestimmen.
Während des Fluges dorthin wird klar, dass Jason Vigo kein großes Interesse verspürt, seinen Vater besser kennenzulernen. Sobald die Gefahr gebannt ist, will er die Enterprise wieder verlassen. Picard wird plötzlich aus dem Schlaf gerissen, als Bok in seinem Quartier erscheint und ihn nochmals daran erinnert, dass er Jason Vigo töten wird. La Forge und Sicherheitschef Worf gehen von einer Projektion aus, sind aber völlig ratlos, welche Technik Bok hierfür genutzt hat. Data hat unterdessen herausgefunden, dass Jason ein umfangreiches Strafregister wegen zahlreicher Bagatelldelikte hat. Wenig später taucht eine weitere Raumsonde auf und informiert Picard, dass Boks Rache unmittelbar bevorsteht. In seinem Bereitschaftsraum trifft Picard auf einmal auf Bok. Picard versucht ihm zu erklären, dass der Tod seines Sohnes vor 15 Jahren ein tragisches Missverständnis war. Bok besteht aber darauf, dass Picard für seine damalige Tat bezahlt, und beamt wieder von Bord. In diesem Moment wird Picard darüber informiert, dass Jason in seinem Quartier einen Anfall hatte. Dr. Crusher stellt bei ihm eine seltene neurologische Krankheit fest.
Data und La Forge finden bei der Untersuchung von Picards Bereitschaftsraum heraus, dass Bok einen Subraum-Transporter benutzt haben muss, der Beamen über eine Distanz von mehreren Lichtjahren ermöglicht. Die Föderation hat hieran ebenfalls geforscht, die Technologie aber als zu unsicher verworfen. Jason erholt sich und unternimmt auf dem Holodeck eine Klettertour. Als Picard ihn dort aufsucht, erzählt Jason, wie seine Mutter ums Leben kam. Sie kümmerte sich um einige Kinder, die im Krieg gegen die Cardassianer zu Waisen geworden waren. Als sie eines Tages Essen für die Kinder besorgte, wurde sie auf der Straße von zwei Männern überfallen und getötet. Nach dieser Geschichte beginnt Jason zögerlich, Picard als seinen Vater zu akzeptieren. Der wird allerdings von Dr. Crusher auf die Krankenstation gerufen, die etwas herausgefunden hat.
Kurz nachdem Picard die Krankenstation verlassen hat, benutzt Bok seinen Subraum-Transporter erneut, um Jason zu entführen. Data gelingt es, die genaue Position von Boks Schiff zu lokalisieren, doch die Enterprise benötigt 20 Minuten, um es abzufangen. Um schneller zu Jason zu gelangen, bittet Picard Data, den Transporter der Enterprise zu modifizieren, damit er genauso arbeitet wie der von Bok. Hierdurch gelingt es Picard, mit einem Phaser auf Boks Schiff zu beamen. Er konfrontiert ihn mit der Erkenntnis, die Dr. Crusher durch eine genauere Analyse herausgefunden hat: Jason Vigo ist doch nicht Picards Sohn. Bok hat lediglich seine DNA manipuliert, um den Anschein zu erwecken. Die eingesetzte Technik war jedoch fehlerhaft, wodurch Jason eine neurologische Krankheit bekam. An die Mannschaft gewandt offenbart Picard, dass Bok nur vorgetäuscht hat, ein Raumschiffkommandant zu sein. Auch sei er lediglich auf Rache und nicht, wie behauptet, auf Lösegeld aus. Um den erhofften Profit betrogen meutert die Mannschaft, setzt Bok ab und verspricht, ihn den Behörden zu übergeben. Als die Enterprise eintrifft, kehren Picard und Jason zurück. Jason entscheidet, auf Camor V zu bleiben, aber sein Leben in Zukunft etwas besser in den Griff zu bekommen. Picard schenkt ihm zum Abschied ein Stück aus seiner archäologischen Sammlung.

## Verbindungen zu anderen Star-Trek-Produktionen
Die Handlung von Boks Vergeltung baut auf der Folge 1.09 (Die Schlacht von Maxia) von Raumschiff Enterprise – Das nächste Jahrhundert auf, in der Bok erstmals auftrat und vergeblich versuchte, sich an Picard zu rächen.
Dies ist die einzige Folge von Raumschiff Enterprise – Das nächste Jahrhundert, in der die Ferengi-Erwerbsregeln erwähnt werden. Diese wurden in der Spin-off-Serie Star Trek: Deep Space Nine eingeführt und dort exzessiv zitiert.
Das Verhältnis zwischen Picard und Jason Vigo ähnelt dem von James T. Kirk und seinem Sohn David Marcus im Spielfilm Star Trek II: Der Zorn des Khan.

## Produktion

### Drehbuch
Die Idee zu dieser Folge entstand während der Dreharbeiten zu Folge 7.17 (Der Komet) von Raumschiff Enterprise – Das nächste Jahrhundert. Jeri Taylor wollte von Patrick Stewart wissen, ob es Aspekte an seiner Figur Jean-Luc Picard gäbe, die bisher noch zu wenig behandelt worden waren. Stewart fand, dass Boks Rachegeschichte aus Die Schlacht von Maxia wiederaufgegriffen werden könnte. Taylor beauftragte Nick Sagan damit, eine entsprechende Geschichte zu schreiben. Sagan hatte die Idee, dass Bok plant, den Tod seines Sohnes an Picards Sohn zu rächen. Sagans ursprüngliche Idee war es, dass Bok einen vermeintlichen Sohn Picards künstlich erschaffen und schneller altern lassen sollte. Anschließend hätte er erneut das Gedankenkontrollgerät aus Die Schlacht von Maxia eingesetzt, um Picard falsche Erinnerungen an einen Sohn einzupflanzen, den er auf seinem alten Schiff, der Stargazer, zurückgelassen hat.
René Echevarria nahm einige Überarbeitungen am Drehbuch vor, erhielt dafür aber keine Nennung in den Credits der Folge.
Wie genau es Bok gelungen ist, an Jason Vigo heranzukommen, um seine DNA zu verändern, wird in der Folge letztlich nicht aufgelöst.

### Darsteller
Bok wurde hier nicht von Frank Corsentino gespielt, der ihn in Die Schlacht von Maxia dargestellt hatte, sondern von Lee Arenberg. Arenberg hatte zuvor bereits die beiden Ferengi Gral in Folge 1.11 (Die Nachfolge) von Star Trek: Deep Space Nine und Prak in Folge 7.09 (Die Raumkatastrophe) von Raumschiff Enterprise – Das nächste Jahrhundert gespielt. Er spielte später noch den Malon Pelk in Folge 5.21 (Verheerende Gewalt) von Star Trek: Raumschiff Voyager und den Tellariten Gral in zwei Folgen von Star Trek: Enterprise. Der ursprüngliche Bok-Darsteller Corsentino hatte später noch einen Auftritt als ein Ferengi namens Gegis in Folge 7.06 (Eingeschleust) von Star Trek: Raumschiff Voyager.
Peter Slutsker, Darsteller von DaiMon Birta, hatte zuvor bereits die beiden Ferengi Nibor und Dr. Reyga in den Folgen 3.24 (Die Damen Troi) und 6.22 (Verdächtigungen) von Raumschiff Enterprise – Das nächste Jahrhundert gespielt. Er spielte später noch einen Krenim-Kommandanten in der Doppelfolge 4.08/09 (Ein Jahr Hölle) von Star Trek: Raumschiff Voyager.

### Modelle
Für Boks Raumsonden wurde das Modell einer angosianischen Fluchtkapsel aus Folge 3.11 (Die Verfemten) von Raumschiff Enterprise – Das nächste Jahrhundert wiederverwendet.

## Rezeption
Keith DeCandido bewertete Boks Vergeltung 2013 auf tor.com als eine eher schlechte Folge von Raumschiff Enterprise – Das nächste Jahrhundert. Als größtes Problem empfand er, dass Lee Arenbergs Darstellung von Bok kein bisschen so wirkt wie die von Frank Corsentino. Weiterhin empfand er es als eine Fehlentscheidung, dass sich herausstellt, dass Jason Vigo nicht Picards Sohn ist und die Geschichte schließlich mit einer viel zu technobabble-lastigen Lösung endet. Die Folge hätte für DeCandido deutlich spannender sein können, wenn sich Picard tatsächlich mit einem ihm bisher unbekannten Sohn hätte auseinandersetzen müssen.